# Jane Saville
Jane Saville-White (* 5. November 1974 in Sydney) ist eine ehemalige australische Geherin.
Saville gewann bei den Commonwealth Games 1998 in Kuala Lumpur die Goldmedaille in der Disziplin 10 km Gehen vor Kerry Saxby-Junna (AUS) und Lisa Kehler (ENG). Bei den Commonwealth Games 2002 in Manchester gewann sie Gold im 20-km-Gehen vor Lisa Kehler und der Malaysierin Yuan Yufang. Jane Saville ist dreifache australische Meisterin.
Bei den Olympischen Sommerspielen 2004 in Athen gewann sie die Bronzemedaille im 20-km-Gehen hinter der Griechin Athanasia Tsoumeleka und der Russin Olimpiada Iwanowa.
Jane Saville hat bei einer Größe von 1,64 m ein Wettkampfgewicht von 52 kg. Anfang 2009 beendete sie ihre Karriere.
Sie ist mit dem australischen Radsportler Matthew White verheiratet und die Schwester der Geherin Natalie Saville.